# Murtaz Dauszwili
Murtaz Dauszwili, gruz. მურთაზ დაუშვილი (ur. 1 maja 1989, Gruzińska SRR) – gruziński piłkarz, grający na pozycji ofensywnego pomocnika.

## Kariera piłkarska

### Kariera klubowa
Wychowanek klubu Dinamo Tbilisi, w drugiej drużynie którego rozpoczął karierę piłkarską w 2004 roku. W 2005 przeszedł do SK Zestaponi. Latem 2011 podpisał kontrakt z ukraińskim klubem Karpaty Lwów, zgodnie z umową został piłkarzem Karpat dopiero 1 stycznia 2012 roku, ale okazało się, że piłkarz jest zawodnikiem FK Lwów i został wypożyczony do Karpat. 1 lipca 2013 dołączył do Karpat Lwów na stałe. 10 maja otrzymał status wolnego klienta. 13 lipca 2016 podpisał kontrakt z węgierskim Diósgyőri VTK.

### Kariera reprezentacyjna
Występował najpierw w juniorskiej, a potem w młodzieżowej reprezentacji Gruzji. 19 listopada 2008 debiutował w narodowej reprezentacji Gruzji w meczu z Rumunią. Łącznie rozegrał 27 gier reprezentacyjnych.

## Sukcesy i odznaczenia

### Sukcesy klubowe
- Mistrzostwo Gruzji:
  - mistrz: 2011